# Licides
Licides (en llatí Lycidas, en grec antic Λυκίδης) era un polític atenenc. Va ser membre del Senat dels Cinc-cents al segle v aC.
Va morir lapidat pels ciutadans atenencs, quan va recomanar escoltar les propostes de pau fetes pel generals dels perses, Mardoni, l'any 479 aC. Les dones atenenques van matar a pedrades a la seva dona i fills, segons diu Heròdot. Com que la mateixa història s'explica en relació amb Círsil durant la invasió de Darios I el Gran i del seu gendre i general Mardoni, onze anys abans, probablement hi ha una confusió de dates o simplement és una llegenda.